# Чемпионат Уругвая по футболу 1941
Примера А Уругвая по футболу 1941 года — очередной сезон лиги. Турнир проводился по двухкруговой системе в 22 тура (из-за нечётного числа участников). Все клубы из Монтевидео. По ходу турнира «Насьональ» победил во всех матчах, также разгромив «Дефенсор», «Ливерпуль» и «Пеньяроль» со счётом 6:0. «Белья Виста» выбывает в новообразованный Второй дивизион, заменивший с 1942 года Дивизион Интермедиа в качестве 2-й лиги.

## Таблица
| №  | Клуб                 | И  | В  | Н | П  | Заб | Проп | Очки |
| 1  | Насьональ            | 20 | 20 | 0 | 0  | 79  | 22   | 40   |
| 2  | Пеньяроль            | 20 | 15 | 1 | 4  | 60  | 31   | 31   |
| 3  | Рампла Хуниорс       | 20 | 8  | 6 | 6  | 37  | 33   | 22   |
| 4  | Сентраль             | 20 | 7  | 5 | 8  | 29  | 38   | 19   |
| 5  | Суд Америка          | 20 | 7  | 5 | 8  | 32  | 40   | 19   |
| 6  | Расинг               | 20 | 6  | 6 | 8  | 38  | 46   | 18   |
| 7  | КА Ривер Плейт       | 20 | 7  | 3 | 10 | 35  | 41   | 17   |
| 8  | Ливерпуль            | 20 | 6  | 5 | 9  | 26  | 42   | 17   |
| 9  | Монтевидео Уондерерс | 20 | 5  | 4 | 11 | 37  | 37   | 14   |
| 10 | Дефенсор             | 20 | 4  | 6 | 10 | 25  | 44   | 14   |
| 11 | Белья Виста          | 20 | 3  | 3 | 14 | 21  | 45   | 9    |

## Матчи

### Тур 1
| Пеньяроль — Ливерпуль 4:0   |
| Насьональ — Белья Виста 3:2 |
| Сентраль — Суд Америка 1:1  |
| Расинг — Рампла Хуниорс 1:0 |
| Ривер Плейт — Уондерерс 1:0 |

### Тур 2
| Насьональ — Дефенсор 6:0       |
| Пеньяроль — Рампла Хуниорс 1:0 |
| Белья Виста — Сентраль 1:1     |
| Суд Америка — Ривер Плейт 3:2  |
| Расинг — Уондерерс 3:1         |

### Тур 3
| Пеньяроль — Сентраль 5:0    |
| Насьональ — Суд Америка 3:2 |
| Расинг — Ривер Плейт 2:1    |
| Уондерерс — Дефенсор 1:1    |
| Белья Виста — Ливерпуль 2:0 |

### Тур 4
| Пеньяроль — Белья Виста 2:1      |
| Насьональ — Ливерпуль 6:0        |
| Сентраль — Дефенсор 0:0          |
| Суд Америка — Уондерерс 2:1      |
| Рампла Хуниорс — Ривер Плейт 1:0 |

### Тур 5
| Пеньяроль — Расинг 4:2         |
| Насьональ — Рампла Хуниорс 4:1 |
| Дефенсор — Белья Виста 1:0     |
| Ривер Плейт — Сентраль 2:1     |
| Ливерпуль — Уондерерс 2:1      |

### Тур 6
| Насьональ — Сентраль 5:3      |
| Суд Америка — Пеньяроль 2:1   |
| Белья Виста — Ривер Плейт 1:0 |
| Расинг — Ливерпуль 2:1        |
| Рампла Хуниорс — Дефенсор 2:2 |

### Тур 7
| Насьональ — Уондерерс 3:2     |
| Ривер Плейт — Пеньяроль 4:3   |
| Рампла Хуниорс — Сентраль 3:1 |
| Ливерпуль — Суд Америка 3:0   |
| Дефенсор — Расинг 2:2         |

### Тур 8
| Сентраль — Расинг 4:1          |
| Суд Америка — Дефенсор 2:2     |
| Уондерерс — Белья Виста 4:0    |
| Насьональ — Пеньяроль 1:0      |
| Ливерпуль — Рампла Хуниорс 0:0 |

### Тур 9
| Насьональ — Расинг 4:0         |
| Ривер Плейт — Дефенсор 2:0     |
| Сентраль — Ливерпуль 0:0       |
| Суд Америка — Белья Виста 1:0  |
| Уондерерс — Рампла Хуниорс 2:2 |

### Тур 10
| Пеньяроль — Дефенсор 5:2         |
| Ливерпуль — Ривер Плейт 2:1      |
| Расинг — Суд Америка 3:3         |
| Сентраль — Уондерерс 3:2         |
| Рампла Хуниорс — Белья Виста 1:1 |

### Тур 11
| Пеньяроль — Уондерерс 2:1        |
| Дефенсор — Ливерпуль 1:1         |
| Расинг — Белья Виста 1:1         |
| Рампла Хуниорс — Суд Америка 3:1 |
| Насьональ — Ривер Плейт 3:1      |

### Тур 12
| Пеньяроль — Ливерпуль 5:1   |
| Насьональ — Белья Виста 3:1 |
| Суд Америка — Сентраль 3:1  |
| Рампла Хуниорс — Расинг 4:2 |
| Уондерерс — Ривер Плейт 2:1 |

### Тур 13
| Насьональ — Дефенсор 4:1       |
| Пеньяроль — Рампла Хуниорс 2:0 |
| Сентраль — Белья Виста 2:1     |
| Суд Америка — Ривер Плейт 1:1  |
| Расинг — Уондерерс 3:2         |

### Тур 14
| Пеньяроль — Сентраль 4:1    |
| Насьональ — Суд Америка 4:2 |
| Расинг — Ривер Плейт 3:3    |
| Уондерерс — Дефенсор 2:0    |
| Белья Виста — Ливерпуль 2:1 |

### Тур 15
| Пеньяроль — Белья Виста 4:3      |
| Насьональ — Ливерпуль 4:2        |
| Сентраль — Дефенсор 2:1          |
| Уондерерс — Суд Америка 3:1      |
| Рампла Хуниорс — Ривер Плейт 3:3 |

### Тур 16
| Пеньяроль — Расинг 3:3         |
| Насьональ — Рампла Хуниорс 6:1 |
| Дефенсор — Белья Виста 2:0     |
| Ривер Плейт — Сентраль 3:1     |
| Ливерпуль — Уондерерс 2:2      |

### Тур 17
| Насьональ — Сентраль 3:1      |
| Пеньяроль — Суд Америка 4:2   |
| Ривер Плейт — Белья Виста 5:1 |
| Ливерпуль — Расинг 3:2        |
| Рампла Хуниорс — Дефенсор 2:0 |

### Тур 18
| Насьональ — Уондерерс 3:2     |
| Пеньяроль — Ривер Плейт 5:0   |
| Сентраль — Рампла Хуниорс 2:1 |
| Суд Америка — Суд Америка 1:0 |
| Дефенсор — Расинг 2:1         |

### Тур 19
| Сентраль — Расинг 2:1          |
| Дефенсор — Суд Америка 3:1     |
| Уондерерс — Белья Виста 6:2    |
| Насьональ — Пеньяроль 6:0      |
| Рампла Хуниорс — Ливерпуль 5:0 |

### Тур 20
| Насьональ — Расинг 4:0         |
| Ривер Плейт — Дефенсор 3:2     |
| Сентраль — Ливерпуль 1:1       |
| Суд Америка — Белья Виста 1:0  |
| Уондерерс — Рампла Хуниорс 2:2 |

### Тур 21
| Пеньяроль — Дефенсор 4:1         |
| Ливерпуль — Ривер Плейт 3:1      |
| Расинг — Суд Америка 2:2         |
| Сентраль — Уондерерс 2:0         |
| Рампла Хуниорс — Белья Виста 3:2 |

### Тур 22
| Пеньяроль — Уондерерс 2:1        |
| Ливерпуль — Дефенсор 4:2         |
| Расинг — Белья Виста 4:0         |
| Рампла Хуниорс — Суд Америка 3:1 |
| Насьональ — Ривер Плейт 4:1      |